# Delizie del vicinato
Delizie del vicinato (Peaceful Neighbors) è un cortometraggio muto del 1922 diretto e prodotto da Ben F. Wilson.

## Produzione
Il film fu prodotto dalla Radio Comedies, una piccola compagnia attiva solo nel 1922, condotta da Ben F. Wilson che produsse un totale di quattro pellicole, tutte dirette dallo stesso Wilson e interpretate da Cecil Spooner, nota come attrice teatrale e femminista.

## Distribuzione
Il film uscì nelle sale cinematografiche statunitensi il 4 dicembre 1922, distribuito dalla Federated Film Exchanges of America. In Italia venne distribuito dalla Unity Film nel 1926/27.